# Claude Ruffin
Claude Ruffin, né en 1554 et mort après 1636, est un chantre de l’Église de Paris et un calligraphe connu pour avoir écrit plusieurs livres liturgiques de belle qualité.

## Biographie
Le missel de 1634 décrit plus bas porte à la fin une note qui stipule qu’il a 80 ans (il est donc né 1554) et qu’il est depuis 72 ans au service de l’Église de Paris. Il y est donc entré à l’âge de 8 ans en 1562, comme enfant de chœur.
Il est effectivement identifié en 1575 comme spe [i.e. : le plus âgé] des enfants de chœur à la cathédrale Notre-Dame de Paris. Le 15 avril 1575 il sollicite le chapitre pour être envoyé dans un collège après la Pentecôte, ce qui sera accepté à condition qu’il sache par cœur le commun de la messe. En 1576, sa voix fut remarquée par le cardinal de Guise qui demanda au chapitre à pouvoir l’attacher à sa chapelle. Mais le chapitre refusa. Le cardinal fit préparer alors un enlèvement, qui échoua.
Il devint plus tard prêtre. Son emploi de chantre de Notre-Dame de Paris lui a valu d’obtenir, avant 1610, un canonicat du chapitre de Saint-Aignan. Il était en 1636 bénéficier de Notre-Dame de Paris et on ne sait plus rien de lui après cette date.
En sus de ses emplois de chantre et de prêtre, Ruffin a copié des manuscrits durant une importante période de sa vie, suffisamment bien pour qu'on lui confie des travaux importants. Ses manuscrits montrent régulièrement des lettrines et des encadrements gouachés et dorés avec des filets multiples, parfois des gouaches à pleine page ou à mi-page. Il signait parfois avec son anagramme « Icy nul fraude ».

## Œuvres (par ordre chronologique)

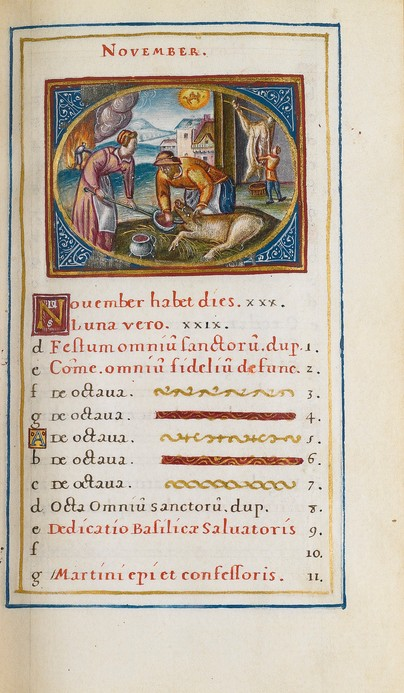
Une page de l’Officium Beatae Mariae de 1603.

- 1603 : Officium Beatae Mariae ex decreto sacrosancti Concilii restitutum, et Claudii Ruffini cantoris regii manu exaratum, anno domini millesimo sexentesimo tertio... Manuscrit sur vélin de 161 feuillets à 24 lignes à la page, avec 21 dessins gouachés à pleine page et 12 à mi-page, et encadrements à chaque page. Reliure du XIXe siècle. Vente Sotheby’s, 11 juin 2013. Voir ici Prov. collection du baron Pichon, cf. Portalis 1897 p. 480-481.
- 1610 : Prières à l’usage de la Royne. Manuscrit sur vélin, couvert en parchemin. 31 feuillets écrits en caractères romains et parfois italiques, avec encadrements et lettrines enluminées à l’or. Signé « C. RUFFIN » à la fin. Dans le commerce en septembre 2013. Prov. Louis Jamet jeune, 1748. Voir ici
- 1610 : Lectionnaire festif de l'office à l'usage de Notre-Dame de Paris. Manuscrit en latin sur parchemin, 119 f. avec notations musicales carrées sur 4 lignes en rouge. 365 x 240 mm. Reliure du temps. Signé au f. 110v : « Magister Claudius Ruffinus, vicarius Sancti Aniani in ecclesia Parisiensi, scripsit hunc librum. 1610 ». Prov. Chapitre cathédral de Paris. Paris Maz. : Ms 402. Quelques pages sont reproduites dans la base Liber floridus du CINES : voir ici.
- 1631 : Preces piæ. Livre de prières, en latin et en français, écrit par Claude Ruffin, 1631. Parchemin, 58 f., avec quelques initiales en couleur sur fond d’or et quatre miniatures. 168 x 116 mm. Reliure en maroquin rouge. Signé à la fin « 1631. Claude Ruffin. Icy nul fraude ». Paris Ars. : Ms. 571. Prov. Mlle de Boisemont la cadette 1672, Marquis de Paulmy. Cf. Portalis 1897 p. 481.
- 1634 : Missel à l’usage de Paris. Parchemin, 126 f. avec musique notée. Signé au f. 125, sur un fond d'or et avec autour une guirlande de feuillage et de fleurs : « M. Claudius Ruffin, Parisiensis presbiter, vicarius Sti Aniani in ecclesia Parisiensi, à septuaginta duobus annis in divine ejusdem ecclesie officio persolvendo diu noctuque jugiter perseverans, hoc missale conscripsit et digessit, etatis sue anno octuagesimo, ac venerabilibus D. D. decano et canonicis ejusdem ecclesiae Parisiensis in sui propensioris erga eos animi monimentum obtulit atque dedicavit. Anno salutis 1634. » 336x240 mm, sur 2 colonnes, avec 8 miniatures. Encadrements et initiales en or et en couleur. Reliure en maroquin rouge semé de fleurs de lys d'or. Paris Ars. : Ms. 202. Prov. Bibliothèque de l'Eglise de Paris. Cf. Portalis 1897 p. 480.
- 1636 : Preparatio ad missam. Livre de prières écrit et enluminé par Claude Ruffin, bénéficier de l'église Notre-Dame de Paris, l'an 1636. Parchemin, 56f . avec une gouache à pleine page et des lettrines en couleur. 113 x 70 mm. Paris BSG : Ms 2724. Le dépouillement est visible ici. Prov. Abbaye de Sainte-Geneviève. Quelques pages sont reproduites dans la Bibliothèque virtuelle des manuscrits médiévaux (BVMM) du CNRS. Voir ici.
- Sans date : Manuscrit enluminé écrit sur vélin, formé de textes tirés des quatre Évangiles. 36 f. écrits à l'encre noire et rouge, rédigé par « Claudius Ruffinus » et sans date. Contient une grande gouache en frontispice, 25 grandes lettrines et 10 petites lettrines avec des rinceaux sur fonds dorés. Encadrements à filet doré et filets noirs, rouges et bleus au début de chaque litanie. Reliure en plein maroquin brun signé de E. Pouget. Dans le commerce en 2003.
- Sans date : Missel de Noyon dit Missel d’Ourscamp. Écrit sur parchemin par Claude Ruffin, à 19 lignes à la page sur 2 colonnes, avec un réemploi de quatre miniatures du XIVe siècle, et 5 gravures du XVIIe siècle issues d’ateliers flamands. Encadrement à chaque page en or, rouge et bleu, initiales ornées à l’or et en couleur. Reliure du XVIIIe siècle en maroquin rouge. Tournai : Archives et Bibliothèque de la Cathédrale : manuscrit A14B. Prov. abbaye d'Ourscamp (dans l'évêché de Noyon) ; Joscène d'Allènes (XVIIIe siècle), dernier abbé de Saint-Bertin (diocèse de Saint-Omer) ; puis confisqué à la Révolution française ; offert en cadeau par Napoléon Ier à l'évêque de Tournai. Missel utilisé au chœur de la cathédrale de Tournai jusqu’à la fin du XIXe siècle[4].